# Tianhuo-11
 Tianhuo-11 (天火十一号, en français feu dans le firmament), généralement désigné par son acronyme TH-11, est un moteur-fusée à ergols liquides de 30 tonnes de poussée développé par la société chinoise Space Pioneer. Il a été utilisé pour la première fois le 2 avril 2023 lors du vol inaugural du lanceur léger Tianlong-2 dont il équipait le 2e étage. Ce moteur conçu pour être à la fois réallumable, réutilisable et dont la poussée est modulable est fabriqué en utilisant la technique d'impression 3D pour plus de 80 % de ses composants.

## Historique
Space Pioneer, également connue sous le nom de Tianbing Aerospace, est  une société chinoise fondée en 2015. Basée à Pékin et Xi'an (bureau de recherche et développement) avec un centre d'essais à Zhengzhou et une usine à Suzhou, la société a été créée avec l'objectif de développer des lanceurs réutilisables. Pour les propulser, elle développe en interne les moteurs kerolox Tianhuo-11 et Tianhuo-12 dont les premiers tests sur banc d'essais débutent en 2019.
La société développe un premier lanceur léger, baptisé Tianlong 2 qui peut placer 2 tonnes sur une orbite basse. Ce lanceur utilise pour la propulsion du premier étage trois YF-102 et pour celle du deuxième étage un unique Tianhuo-11 optimisé pour le fonctionnement dans le vide. Le vol inaugural de ce lanceur, qui a lieu le 2 avril 2023 est un succès. Dans sa version définitive, il est prévu que le lanceur utilise sept Tianhuo-11 pour propulser le premier étage.
Les caractéristiques du TH-11 - système d'alimentation complexe, recours massif à l'impression 3D, réutilisabilité, modulation importante de la poussée - sont remarquables. Le TH-11 se démarque des moteurs-fusées développés par les autres sociétés privées chinoises qui ont recours à des solutions techniques plus simples.

## Caractéristiques techniques
Le TH-11 est un moteur-fusée à ergols liquides brûlant un mélange de kérosène et d'oxygène liquide dont la poussée est de 257 kilokN au niveau de la mer et de 300 kN dans le vide. Il utilise un cycle à combustion étagée (suralimentation en oxygène) et son impulsion spécifique est de 292 secondes au niveau de la mer et de 346 secondes dans le vide. Ce mode d'alimentation, particulièrement performant mais complexe à mettre au point, permet d'avoir un rapport poussée/poids particulièrement élevé. Sa mise à feu a recours à une turbine à gaz et il est rallumable plus de 3 fois. La poussée peut être modulée entre 50 et 110 %. La pression dans le système d'alimentation atteint 350 bars et est de 100 bars dans la chambre de combustion. Le moteur a une masse d'environ 235 kilogrammes (rapport poussée/poids de 130). Plus de 80 % de ses composants sont réalisés en impression 3D y compris certaines pièces délicates comme les éléments de la chambre de combustion, des turbopompes, du générateur de gaz et des vannes. Selon son constructeur, ce mode de fabrication permet de réduire le temps de fabrication de 70 à 80 % et le coût de 40 à 50 %,,.